# Кандильяно (река)
Кандильяно (итал. Candigliano) — река, начинающаяся в Умбрии и впадающая в реку Метауро на территории Марке в Италии. Длина реки — 60 км. Площадь водосборного бассейна — 649,9 км², по другим данным — 665 км². Средний расход воды в устье — 20 м³/с. Максимальный зафиксированный расход воды в паводки — 1310 м³/с. В засушливые годы Кандильяно является основным источником воды для Метауро.
Кандильяно начинается на высоте 978 метров над уровнем моря на склонах горы Монте-Вальмеронте, относящейся к Умбро-Маркским Апеннинам, северо-восточнее города Читта-ди-Кастелло. Течёт в общем восточном направлении мимо горы Нероне, населённых пунктов Пьоббико и Аккуаланья. Впадает в реку Метауро справа около населённого пункта Фоссомброне.